# 工业街道
工业街道，是中华人民共和国河南省開封市顺河回族区下辖的一个乡镇级行政单位。

## 行政区划
工业街道下辖以下地区：
开化社区、内电社区、东苑社区、开联社区、小花园社区、六四六社区、阀门社区、新曹路社区和化建社区。